# On and On (X-Session)
On and On is een Engelstalige single van de Belgische band X-Session uit 1999.
Op de B-kant van de single stond een extended versie van het liedje.
Het nummer verscheen op het album By Me uit 2001.

## Meewerkende artiesten
- Gene Thomas (zang)
- Gina Brondeel (zang)